# Lluís Serrahima i Villavecchia

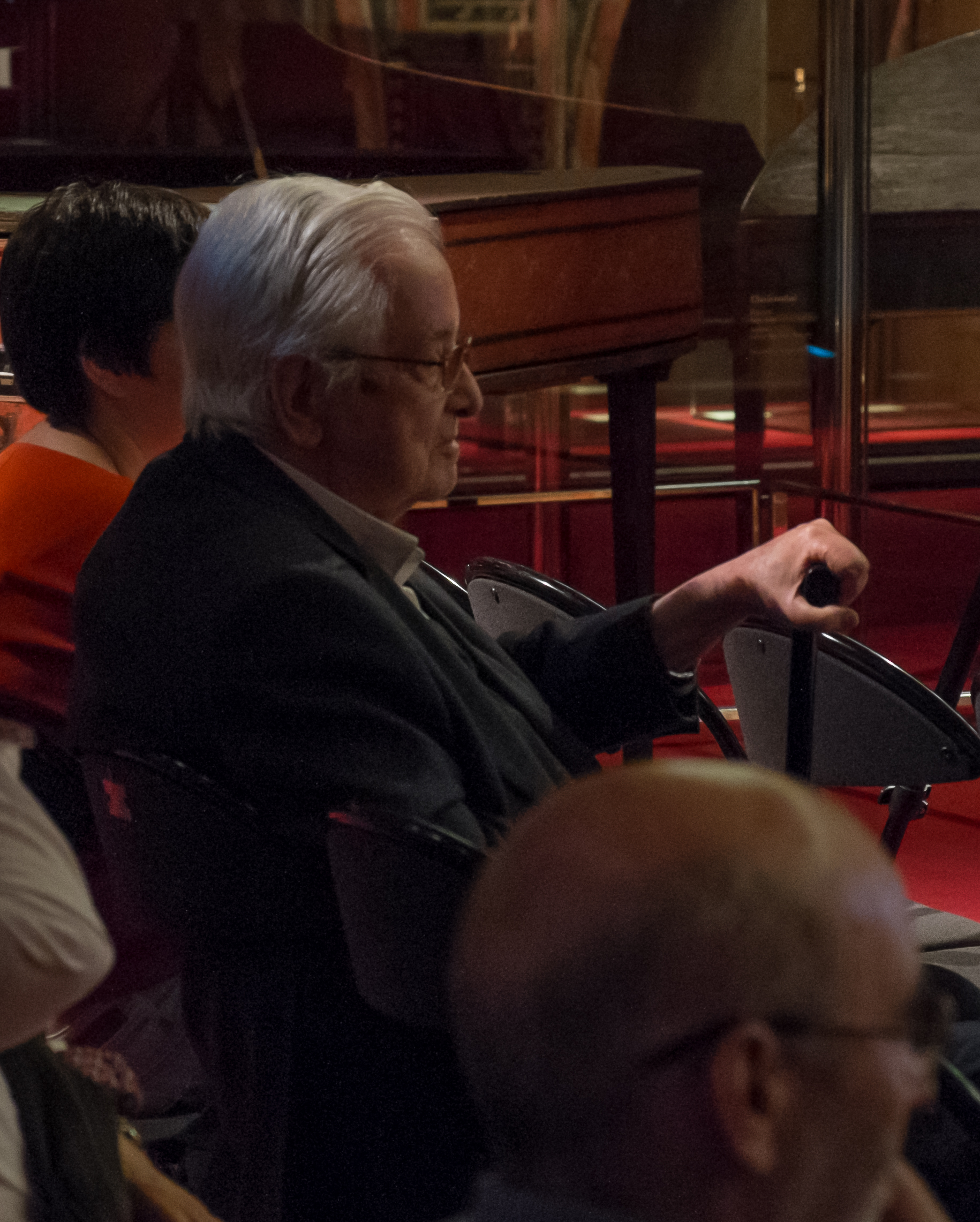
Lluís Serrahima i Villavecchia

Lluís Serrahima i Villavecchia (* 19. August 1931 in Barcelona; † 26. Juli 2020 ebenda) war ein katalanischer Schriftsteller, Liedermacher und Förderer der Gruppe Els Setze Jutges innerhalb der Bewegung des Nova Cançó Catalana. Er war der Sohn des katalanischen Schriftstellers und Politikers Maurici Serrahima und Carme Villavecchia i Dotti. Er war mit der Schriftstellerin Remei Margarit verheiratet. Sein 1959 in der Zeitschrift Germinabit veröffentlichter Artikel Ens calen cançóns d'ara! („Wir brauchen Lieder von heute!“) gilt als Gründungsmanifest der Nova Cançó.

## Leben und Werk
Lluís Serrahima schloss zunächst ein Jurastudium ab. Er schrieb einige Lieder für Mitglieder der Bewegung der Nova Cançó. In diesem Zusammenhang muss besonders das Lied Què volen aquesta gent? („Was wollen diese Leute?“) genannt werden, eine politische Ballade, die von Maria del Mar Bonet bekannt gemacht wurde. Er veröffentlichte Gedichtbände wie Com el mar (1963, „Wie das Meer“), in denen der Tod und das Meer in einer Poesie hoch präsent sind, die sich ständig selbst hinterfragt, und Torno a salpar (2004, „Ich setze wieder das Segel“). 2018 erschien eine Gedichtsammlung unter dem Titel Què volen aquesta gent?.
Lluís Serrahima wirkte seit 1986 einige Jahre lang als Leiter der Servei de Música de la Generalitat de Catalunya („Musikdienste der Generalitat de Catalunya“). Er wirkte auch als Co-Direktor der Sommerkonzerte von Camprodon.
2007 erhielt er zusammen mit allen lebenden Mitgliedern von Els Setze Jutges die Goldmedaille des Parlamentes von Katalonien.